# Cybaeopsis wabritaska
Cybaeopsis wabritaska är en spindelart som först beskrevs av Robin Ernest Leech 1972.  Cybaeopsis wabritaska ingår i släktet Cybaeopsis och familjen mörkerspindlar. Inga underarter finns listade i Catalogue of Life.